# Andronikos Komnenos (Sohn Alexios’ I.)
Andronikos Komnenos (mittelgriechisch Ἀνδρόνικος Κομνηνός; * 18. September 1091 in Konstantinopel; † 1130 oder 1131 in Kleinasien), Beiname Porphyrogennetos, war ein byzantinischer Prinz aus der Dynastie der Komnenen.
Andronikos war der zweitälteste Sohn des Kaisers Alexios I. und der Irene Dukaina und somit ein jüngerer Bruder des späteren Kaisers Johannes II. Seine Schwester Anna Komnena bezeichnete ihn als ihren Lieblingsbruder. Im Jahr 1116 war Andronikos, der spätestens zu diesem Zeitpunkt die hohe Würde eines Sebastokrators (Vizekaisers) bekleidete, als junger Heerführer an der für Byzanz siegreichen Schlacht bei Philomelion gegen den Seldschukensultan Malik Schah I. beteiligt. Zusammen mit Johannes II. und dem Megas Domestikos Johannes Axuch vernichtete er 1122 in einer Schlacht bei Beroia die von Norden über die Donau ins byzantinische Thema Paristrion eingedrungenen Petschenegen.
Andronikos Komnenos starb 1130 oder 1131 in einem schweren Unwetter in Kleinasien. Sein Leichnam wurde von Irene Dukaina und dem Kaisar Nikephoros Bryennios mit dem Schiff nach Konstantinopel überführt.